# 矢筒城
矢筒城（やづつじょう）は、長野県飯綱町にあった日本の城（山城）。

## 概要
一般的には矢筒城は単に城山といい、信濃国水内郡太田荘の地頭島津権六郎（信濃島津氏）が居城したと伝えられている。
『中郷村史』では「矢筒城の初見は文化の頃の長谷寺縁起に、矢筒城主島津権六郎」とある。島津権六郎については従来伝承的であったが、平成元年小布施町の島津善忠が発行した『我が家の歴史島津家』の「信濃国関係島津氏略系図」の中に、「景秀（権六郎）矢筒城主、天文二二年信玄に滅ぼさる。権六郎家断絶」とある。したがって、このころ太田荘の島津氏が城主であったことは間違いないとされている。

## 矢筒城の遺構・遺物

### 城山の外観
1880年（明治13年）に報告された『長野県町村誌』によると、矢筒城山について「東西四町四十間、南北三町廿八間、周囲十町廿三間三尺、高さ二百間二尺六寸、登路二条、一は本村東の方備後沢より上る。一は西の方黒川村界より上る。峯頂に至れば石壁猶存す。中段南方空湟（からぼり）あり、下段に堀あと及び大手口と唱ふる所あり、此所の耕地を鑿（うが）つ者古金銀鍋の欠、陶器の片われ等を得る者往々これあり。永正の頃島津氏居城、天文の頃これを毀（こぼ）つと云う。峯に石祠あり同氏を祭ると言い伝う」とある。
1678年（延宝6年）の『室飯（むろい）村畑方検地帳』（牟礼神社蔵）に記載されている城山耕地の全面積は約3反9畝である。
外堀は自然の谷地形を利用し、西側の一部だけ台地を掘割って造られ、全長約300m、幅約10mの空堀である。内堀は全長約200m、幅約6mで、山頂に降った雨水を受け止めるがごとく、山根に掘られた空堀である。
頂上に本丸跡があり、平和観音の立っている台地は初期のものか不明である。本丸に続いて東方の低い所に小城といわれる二ノ丸的な場所がある。
帯郭（段郭）は城の南側から東の斜面にかけて5段存在する。第4段郭は広く平らで、馬場であったとの伝承がある。